# Liubei
Liubei léase:Liuú-Béi (chino simplificado: 柳北区; chino tradicional: 柳北區; pinyin: Liǔběi Qū; Estándar Zhuang:  Liujbwj Gih) es un distrito urbano bajo la administración directa de la ciudad de Liuzhou, Región Autónoma Zhuang de Guangxi, República Popular China, está rodeada por el río Liu, excepto al norte, además representa el área metropolitana de la ciudad. Cubre una superficie de 320 kilómetros cuadrados (123 millas cuadradas) y tenía una población de 428 043 habitantes para 2010. 

## Divisiones administrativas
Liubei se divide en 10 pueblos que se administran en 7 subdistritos y 3 poblados:
- Subdistritos: Jiěfàng, Shènglì, Huángcūn, Qiǎo´er shān, Qāngchéng, Jǐnxiù y Báilù
- Poblados: Shíbēi píng, Shātáng y Zhǎngtáng